# L'Église de Moret
L'Église de Moret est une série de 14 tableaux peints par Alfred Sisley représentant des vues des façades occidentale et méridionale de l'église gothique flamboyant de Moret-sur-Loing, peints à des angles de vues, des moments de la journée et sous des situations climatiques différents, réalisés de 1893 à 1894.

## Contexte
Dès 1881, Alfred Sisley commence à peindre Moret où il s'installe définitivement en 1889 et y exploite le potentiel pittoresque en affinant sa stratégie artistique à un haut degré.
Il y réalise en particulier une série représentant l'église gothique flamboyant Notre-Dame dont sont connues 14 toiles réalisées à différents moments de la journée et dans différentes situations météorologiques. 
Il aurait peint 12 de ces toiles depuis la maison Parvanchère.
On compare souvent la série des églises de Moret de Sisley à celle des cathédrales de Rouen de Claude Monet, réalisées à la même époque. Cependant, les deux peintres ont eu recours à des méthodes bien différentes.
Deux sous-groupes peuvent être distingués selon le point vue choisi par Sisley. D'une part, des vues de la façade ouest de l'église et d'autre part, le côté sud avec le transept et le marché. Le premier va d'expositions sous le soleil brillant du matin amplifiant la monumentalité du motif (Daulte (D.) 818) à la grisaille humide (D. 839). Le second va de situations pluvieuses (Non-D., Glasgow), le peintre se déplaçant vers l'angle sud-est avec la façade et le marché sous le soleil intense de l'été (Non-D., Avignon)

## Accueil
Marcel Proust affirme que L'Église de Moret de Sisley « est la plus belle chose qu'il ait faite ».
Francis Picabia découvre l'œuvre de Sisley en 1887 et s'inspire de sa série de l'église de Moret pour réaliser un dessin au fusain en 1903 et une huile sur toile, L'église à Moret, en 1904.

## Liste
| Titre                                                     | Musée                                          | Ville          | Pays       | Technique       | Dimensions (cm) | Année | Daulte | Illus. |
| --------------------------------------------------------- | ---------------------------------------------- | -------------- | ---------- | --------------- | --------------- | ----- | ------ | ------ |
| L’Église de Moret et le vieux marché                      | musée Calvet                                   | Avignon        | France     | Huile sur toile | 46 × 55         | 1893  | Non-D  |        |
| L'Église de Moret, temps pluvieux, le matin               | Hunterian Museum and Art Gallery               | Glasgow        | Écosse     | Huile sur toile | 81 × 66         | 1893  | Non-D  |        |
| L'Église de Moret, temps pluvieux le matin                | Musée Langmatt Fondation Sidney et Jenny Brown | Baden (Suisse) | Suisse     | Huile sur toile | 81 x 65         | 1893  | 821    |        |
| L'Église de Moret, au soleil                              | musée des Beaux-Arts de Rouen                  | Rouen          | France     | Huile sur toile | 81 × 65         | 1893  | 820    |        |
| L'Église de Moret au soleil du matin                      | musée des Beaux-Arts de Winterthour            | Winterthour    | Suisse     | Huile sur toile | 81 × 65         | 1893  | 818    |        |
| L'Église de Moret, après la pluie                         | Detroit Institute of Arts                      | Detroit        | États-Unis | Huile sur toile | 60,3 × 73       | 1894  | 836    |        |
| L'Église de Moret, en hiver                               | musée national d'Art de Roumanie               | Bucarest       | Roumanie   | Huile sur toile | 65,5 × 81       | 1894  | 839    |        |
| L'Église de Moret, temps de gelée                         | musée des Beaux-Arts de Berne                  | Berne          | Suisse     | Huile sur toile | 65 × 81         | 1893  | 819    |        |
| L'Église de Moret au soleil                               | Collection particulière                        |                | Suisse     | Huile sur toile | 73 × 92         | 1894  | 837    |        |
| L'Église de Moret, l'après-midi                           | Collection particulière                        | Lausanne       | Suisse     | Huile sur toile | 64 × 83         | 1894  | 822    |        |
| L'Église de Moret, le soir                                | Petit Palais                                   | Paris          | France     | Huile sur toile | 82 × 101        | 1894  | 840    |        |
| La Vieille Église de Moret par la pluie, côté du transept | Birmingham Museums Trust                       | Birmingham     | Angleterre | Huile sur toile | 73 × 60         | 1894  | 834    |        |
| La Vieille Église de Moret, le matin au soleil            | Collection particulière                        |                |            | Huile sur toile | 66 × 81.5       | 1894  | 838    |        |
| L'Église de Moret le soir                                 | Collection particulière                        | New York       | États-Unis | Huile sur toile | 81 x 100        | 1894  | 835    |        |

## Autre lecture
- Oscar Reutersvärd, Les "Cathédrales" de Sisley. Une étude de la série des Églises de Moret, Gazette des beaux-arts, mars 1952, pp . 193 —202, 225—226.